# Ару (деревня)
А́ру (эст. Aru), ранее Арокюля и Арокюла — деревня на севере Эстонии в волости Куусалу, уезд Харьюмаа.

## География и описание
Расположена в 33 километрах к востоку от Таллина, в 3 км от волостного центра — посёлка Куусалу. Высота над уровнем моря — 68 метров.
Климат умеренный. Официальный язык — эстонский. Почтовый индекс — 74606.

## Население
По данным переписи населения 2021 года, в Ару проживали 28 человек, все — эстонцы.
Численность населения деревни Ару по данным переписей населения:
| Год  | 1959 | 1970 | 2000 | 2011 | 2021 |
| ---- | ---- | ---- | ---- | ---- | ---- |
| Чел. | 48   | ↘ 28 | ↘ 24 | ↗ 28 | → 28 |

## История
Арокюла впервые упоминается в письме датского короля в монастырь в Колга в 1290 году. Тогда она была одной из деревень, принадлежащих монашескому братству: Куусалу, Кахала, Каламяэ, Юминда, Уури и др. В 1596 году в Kolga vacu упоминается деревня Ару.
В 1977–1997 годах Ару была частью деревни Козу.
В советское время в деревне в гравийном карьере действовал учебный военный полигон. В 2020 году в карьере планировалось возобновление добычи гравия. Также поблизости расположен учебный полигон Соодла Вооружённых сил и Союза обороны Эстонии.

## Известные уроженцы
В деревне Ару родился Вельо Тормис (1913—2017) — композитор, народный артист СССР (1987).